# Lydia T. Black
Pour les articles homonymes, voir Black.
Lydia T. Black, née le 16 décembre 1925 à Kiev (Ukraine) et morte le 12 mars 2007 à Kodiak (Alaska), était une anthropologue, professeur et traductrice américaine. Elle a notamment remporté un American Book Award en 2008 pour son livre Russians in Tlingit America: The Battles of Sitka, 1802 And 1804, coécrit avec Nora et Richard Dauenhauer.

## Biographie

### Enfance
Lydia Black grandit à Kiev (qui appartenait alors à l'Union soviétique), dans une famille qui était avant la Révolution russe ce que les Américains appelaient « famille modeste », bien que beaucoup de proches de Lydia furent ingénieurs, médecins ou professeurs. Elle est élevée par sa « grand-mère » — cette personne ne fut en réalité pas sa grand-mère biologique, mais la quatrième cousine de sa mère —, qui lui donnait une éducation linguistique très poussée : elles devaient communiquer deux jours par semaine en russe, deux jours en français et deux en allemand ; le dimanche était réservé à la communication en ukrainien avec le reste de la famille.
La mère de Lydia, Olga, qui était hautement qualifiée, travaillait dans une usine chimique. En 1933, lorsque Lydia avait huit ans, son père est exécuté car il était jugé comme « anti-gouvernement » par les autorités russes.

### Seconde Guerre mondiale
La Seconde Guerre mondiale atteint la Russie en 1941, alors que Lydia passait ses vacances d'été chez son grand-père à la campagne. Sa mère meurt de la tuberculose dans un sanatorium en 1942. La grand-mère de Lydia était morte quelques années plus tôt. La denrées alimentaires ne pouvant plus parvenir jusqu'aux villes à cause de la guerre, Lydia et sa tante décident de déménager à la campagne.
C'est là qu'elle se fera recueillir, et fut envoyée dans un camp de travail forcé en Allemagne. À la fin de la guerre, elle devient concierge dans le secteur américain de Munich, où elle était chargée de nettoyer les bureaux des officiers américains. Elle est engagée par les Américains en tant que traductrice dans un camp d'enfants déplacés de l'Administration des Nations unies pour le secours et la reconstruction ; son rôle était de favoriser la communication entre le personnel du camp et les parents des enfants qui s'y trouvaient. Ayant appris le polonais durant la guerre, elle pouvait alors parler six langues.
Durant ses heures creuses, Lydia, qui voulait étudier la pédagogie comme sa mère, a commencé à suivre un enseignement à l'université. C'est en effectuant son trajet quotidien en train pour aller à ses cours que Lydia rencontre Igor A. Black, un ingénieur de la NASA, avec qui elle se marie. Elle aura cinq filles avec lui. La première d'entre elles, nommée Olga comme sa grand-mère, meurt d'une épidémie de rougeole en Allemagne. Le couple décide alors d'émigrer aux États-Unis.

### À travers les États-Unis, puis mort d'Igor
Lydia et Igor arrivent aux États-Unis en 1950 ; ils se font subventionner par une famille du New Jersey. Igor, qui ne parlait pas bien anglais, trouve un emploi en tant qu'assistant dans une station-service. Lydia est embauchée en tant que comptable dans un magasin. Igor ayant besoin de terminer ses études, le couple déménage dans le Michigan, puis à Cambridge (Angleterre), où deux de leurs filles (Anna et Maria) naissent, puis retourne vivre au Texas, où leur quatrième fille Zoë vient au monde. Ils re-déménagent ensuite dans l'état du Massachusetts. Igor meurt en 1969, laissant ainsi Lydia seule avec trois filles adolescentes et un bébé.
Lydia retourne étudier à temps plein temps à l'université, où elle est informée qu'elle ne peut obtenir un diplôme de pédagogie. Elle choisit donc d'étudier l'histoire, et sort diplômée de l'université Brandeis (B.A, puis M.A en 1971), ainsi que de l'université du Massachusetts à Amherst (Ph.D en 1973).

## Carrière
Sa carrière d'anthropologue est principalement axée sur des recherches concernant l'Histoire et la culture aléoutiennes, ainsi que sur les relations qu'entretenaient les Aléoutes avec les Russes. En 1972, elle rédige un article sur le peuple nivkhe, qui paraît dans le journal académique Arctic Anthropology. Elle commence à enseigner au Providence College à Rhode Island, en 1973. En 11 ans passés à Rhode Island, Lydia Black publie 18 livres et articles. Elle enseigne également à l'université de l'Alaska à Fairbanks de 1984 à 1998. En 14 ans passés à Fairbanks, Lydia Black a écrit 35 autres livres et articles. Elle étudiait l'Histoire et la culture des peuples locaux, et s'impliquait dans la religion, notamment en aidant à construire une église. Lydia traduisait et référençait des archives russes du Séminaire théologique orthodoxe de Saint Herman (en), et reçoit pour ce travail la Croix de Saint Herman. En avril 2001, elle est récompensée, avec les anthropologues et historiens Richard Pierce (en), Barbara Sweetland Smith, John Middleton-Tidwell, et Viktor Petrov (en) (posthume), par l'ordre de l'Amitié de la Fédération Russe, qu'ils ont reçu au consulat russe de San Francisco. Elle est la présidente du comité international pour le bicentenaire de l'exposition rendant hommage à Saint Innocent de Moscou en 1996. En 1998, elle met fin à sa carrière d'enseignante.
Lydia T. Black est enterrée au cimetière de Kodiak, en Alaska,. En 2009, elle entre dans la liste de l'Alaska Women's Hall of Fame (en).

## Œuvres
- (en) Lydia T. Black, Russians in Alaska, 1732-1867, University of Alaska Press, 2004, 328 p. (ISBN 978-1-889963-04-4, lire en ligne).
- (en) Nora Marks Dauenhauer, Richard Dauenhauer et Lydia Black, Russians in Tlingit America : The Battles of Sitka, 1802 And 1804, University of Washington Press, 2008 (ISBN 978-0-295-98601-2, lire en ligne).

Traduction de Lydia T. Black
- (en) The journals of Iakov Netsvetov : the Yukon years, 1845-1863, The Limestone Press (en), 1984, 513 p. (ISBN 978-0-919642-01-0)